# Travenhorst
Travenhorst ist eine Gemeinde im Kreis Segeberg in Schleswig-Holstein. Sie besteht aus den Ortsteilen Kamp, Petersruh, Steenkrütz, Travenhorst und Travenort.

## Geografie und Verkehr
Travenhorst liegt etwa 13 km nordöstlich von Bad Segeberg in ländlicher Umgebung. Südlich verläuft die Bundesstraße 432 von Bad Segeberg nach Scharbeutz.
Das Gut Travenort (später Gut Kamp genannt) liegt auf einer Landzunge an der Trave und hat auch daher seinen Namen erhalten („ort“ = Landspitze). Im 19. Jahrhundert war August Schwerdtfeger Besitzer dieses Rittergutes, 1895 ging es in den Besitz von Paul Isenberg über. Die Übersetzerin Rita Öhquist wurde auf Travenort geboren. Auf dem Gut Kamp werden Schleswiger Kaltblutpferde gezüchtet.

## Politik

### Gemeindevertretung
Bei der Kommunalwahl 2023 errang der Kommunale Wählerverband Travenhorst erneut alle neun Sitze in der Gemeindevertretung. Die Wahlbeteiligung betrug 50,6 Prozent.

## Sehenswürdigkeiten
In der Liste der Kulturdenkmale in Travenhorst stehen die in der Denkmalliste des Landes Schleswig-Holstein eingetragenen Kulturdenkmale.